# Bitka pri Kemp's Landingu
Bitka pri Kempsvillu, znana tudi kot Spopad pri Kempsvillu, je bil spopad v ameriški revolucionarni vojni, ki se je zgodil 15. novembra 1775. Čete milic iz okrožja Princess Anne v provinci Virginiji so se zbrale v Kemp's Landingu v Virginiji,  da bi se uprle britanskim četam pod poveljstvom zadnjega kolonialnega guvernerja Virginije, Johna Murrayja, 4. grofa Dunmora, ki so se izkrcale pri bližnjem Great Bridgeu v Virginiji. Dunmore je preiskoval govorice o prihodu čet patriotov iz Severne Karoline, ki so se izkazale za napačne; namesto tega se je odpravil proti milici iz okrožja Princess Anne, preprečil njihov poskus zasede in jih premagal. 
Dunmore je po zmagi prebral svojo razglasitev, v kateri je razglasil vojno stanje in obljubil svobodo sužnjem, ki so pripadali lastnikom patriotov, če so služili v britanski vojski.To je povečalo nasprotovanje njegovim dejavnostim in sčasoma je bil prisiljen zapustiti Virginijo.